# Cornițel, Bihor
Cornițel (în maghiară Báródsomos) este un sat în comuna Borod din județul Bihor, Crișana, România.

## Istoric
Satul apare în secolul al XV-lea ca localitate instalată de voievodul Petru Comorzovan sau tatăl acestuia din Ocolul Borodului. Este atestat pentru prima dată în anul 1392, când este donat de către regele Sigismund de Luxemburg lui János Kaplai. În 1532 voievodul Ioan Zapolya îi înnobilează stăpânii și îi încredințează cu paza Pasului Craiului.
Apare menționat în 1406 ca p. walachalis Chornyche, în 1465 pe numele de Cornicel, în 1808 ca Korniczel, iar în anul 1913 ca și Báródsomos.

## Obiective turistice
- Rezervația naturală “Situl fosilifer de la Cornițel” (0,01 ha).

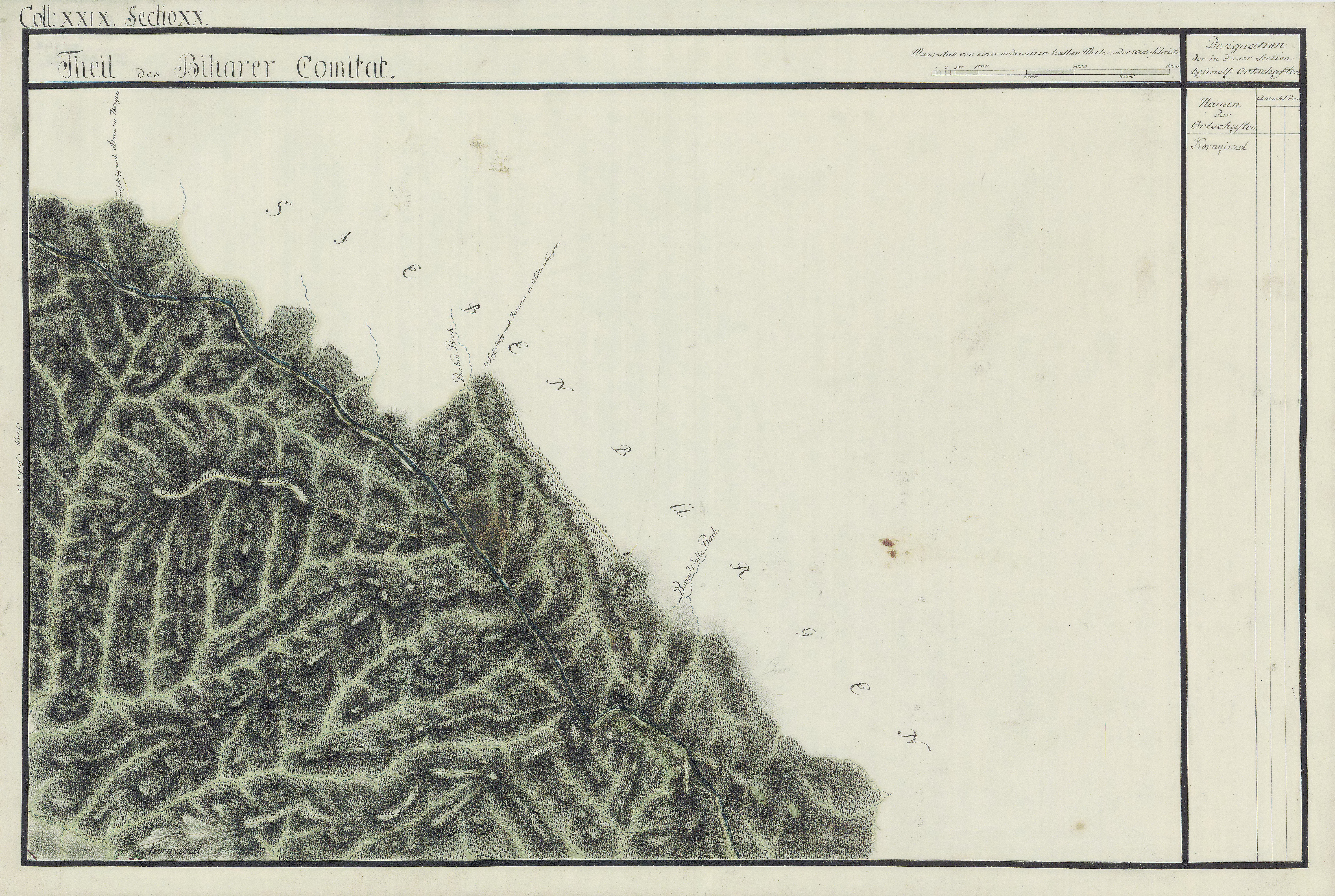
Cornițel în Harta Iosefină a Comitatului Bihor, 1782-85

 Acest articol despre o localitate din județul Bihor este deocamdată un ciot. Puteți ajuta Wikipedia prin completarea lui.

Borod, Bihor]]